# François Amédée Doppet
François Amédée Doppet (Chambéry, 16 maart 1753 – Aix-les-Bains, 26 april 1799) was een uit Savoye afkomstige Franse arts, natuurkundige en revolutionair generaal.

## Biografie
In 1770 meldde François Amédée Doppet zich aan bij het Franse leger en ging hij onderdeel uitmaken van de cavalerie. Hij stopte al na drie jaar bij het leger en werd arts nadat hij drie jaar geneeskunde had gestudeerd aan de Universiteit van Turijn. Later verhuisde Doppet naar Parijs waar hij gedichten, romances en medische werken zou schrijven. Hij hield zich ook bezig met afrodisiacum en mesmerisme.
Nadat de Franse Revolutie uitbrak werd hij verkozen in het Wetgevend Lichaam en sloot Doppet zich aan bij de Jakobijnen. Hij werd aangesteld tot commandant van een vrijwilligersbataljon en nam vervolgens deel aan de Franse invasie van Savoye in 1792. Een jaar later volgde de promotie naar generaal en kreeg hij een aanstelling bij het Leger van de Alpen. In die hoedanigheid was hij betrokken bij het Beleg van Lyon.
Vervolgens volgde Doppet Jean François Carteaux op als opperbevelhebber van het Franse leger dat Toulon belegerde. Zijn aanstelling bij Toulon was echter van korte duur, want op 16 november werd hij in zijn functie opgevolgd door Jacques François Dugommier.
Door zijn incompetentie kreeg Doppet geen nieuwe aanstellingen. In 1797 werd Doppet verkozen in de Raad van Vijfhonderd en overleed twee jaar later.